# What3words
What3words, ungefär "vilka tre ord", även förkortat w3w, är ett företag som skapat ett geokodningssystem med samma namn, där jordytan är indelad i ett rutnät på 3×3 meter. Varje ruta identifieras med en unik kombination av tre ord, som inleds med tre snedstreck och sedan är åtskilda med punkt. Identifieringskoden kan till exempel se ut så här på svenska: ///megafon.piloter.sjöstjärna, vilket är platsen för stenen Omphalos i Delfi Antika Greklands mittpunkt. För att täcka hela jordytan krävs 40 000 ord.

## Historik
En av företagets medgrundare, Chris Sheldrick, växte upp på den engelska landsbygden. De hade ofta problem att få leveranser och han stod ofta vid påfarten till den större landsvägen för att vinka in transportbilar. När han sedan arbetade inom musikbranschen hade han ofta problem att få entydiga adresser och började använda GPS-koordinater för att kommunicera rätt adress. Han irriterade sig på de långa siffersekvenserna och att en siffra fel gav besvärande stort fel. Tillsammans med en vän som var matematiker, Mohan Ganesalingam, kom de fram till att ett tre-ordssystem skulle fungera för ett rutnätssystem på 3×3 meter. De engagerade en annan vän, Jack Waley-Cohen, som hade en bakgrund inom översättning. Tillsammans med Michael Dent, som var teknisk chef de första åren, grundade de what3words.

## Koncept
Genom att dela in jorden i 3×3 meter stora rutor blir det cirka 57 biljoner rutor. Dessa namnges med tre unika ord, vilket kräver ungefär 40 000 ord, där svordomar och kränkande ord försökt att undvikas. Rutornas storlek är rimlig för naturlig mänsklig kontakt och ordkombinationerna är sedan låsta till respektive ruta så att namnet är oföränderligt i förhållande till platsen. Orden är inte helt slumpvis valda, utan hänsyn har tagits så att liknande ord och kombinationer ligger långt från varandra. Då kan mottagaren förstå att det blivit fel i kommunikationen. Konceptet finns i flera språkversioner, (44 olika språk 2020), men orden är inte rakt översatta. Det används av flera räddningstjänster i Storbritannien och Mongoliet införde systemet som en del av posten under 2016, och alla busskurer i landet har ett what3words ID. Privatpersoner ska använda det för att kommunicera exakta platser på festivaler, i staden eller på landsbygden. Företagets vision är att bli global standard för att kommunicera positioner.
Enligt grundaren är det miljarder människor som saknar adress och transportföretaget Aramex började använda systemet för marknader i Afrika och Asien år 2016 och What3words samarbetar med DB Schenker.  Under jordbävningen i Mexiko 2017 användes systemet av hjälparbetarna på två språk. Sedan 2018 är systemet integrerat i Mercedez Benz navigationsutrustning, som också har investerat i företaget.
What3worlds är en proprietär programvara, som är gratis att använda för de flesta privatpersoner, men företag som vill använda algoritmen betalar en licensavgift.
En grupp programmerare som stöder gratis programvara har utvecklat en kompatibel programvara, WhatFreeWords. Företaget What3words har bestridit namnet för att vara för lika och den öppna mjukvaran för att vara upphovsrättsbrott, eller patentintrång.